# Behördenzeugnis
Mit dem juristischen Begriff Behördenzeugnis (nicht zu verwechseln mit Führungszeugnis) bezeichnet man in der Bundesrepublik Deutschland eine amtliche Mitteilung der Erkenntnisse einer Behörde über ein bestimmtes Thema, bei der jeder Hinweis auf die  Herkunft der Erkenntnisse – meist aus Gründen der Geheimhaltung, insbesondere des Quellenschutzes – unterbleibt.
Der häufigste praktische Anwendungsfall sind in Deutschland gegenüber Staatsanwaltschaften und Gerichten abgegebene Behördenzeugnisse des Bundeskriminalamtes sowie von deutschen Nachrichtendiensten (Geheimdiensten), meist Landesbehörden für Verfassungsschutz, wenn Inhalte mitgeteilt werden sollen, die mit nachrichtendienstlichen Mitteln wie Observation, verdeckte Ermittlung, Mitteilungen einer V-Person, Abhören oder eines anderen Einsatzes technischer Mittel gewonnen wurden, weshalb aus Gründen des Schutzes der Identität von Zeugen oder der Geheimhaltung angewendeter Methoden keine genaue Beschreibung der Herkunft der Erkenntnisse beabsichtigt ist.